# Ben Turner (piłkarz)
Ben Howard Turner (ur. 21 stycznia 1988 w Birmingham) – angielski piłkarz występujący na pozycji obrońcy w Burton Albion.